# Villedômer
 Villedômer  es una población y comuna francesa, situada en la región de  Centro, departamento de Indre y Loira, en el distrito de Tours y cantón de Château-Renault.

## Demografía
| 836 | 769 | 992 | 1116 | 1095 | 1135 |
| Para los censos de 1962 a 1999 la población legal corresponde a la población sin duplicidades (Fuente: INSEE [Consultar]) |     |     |      |      |      |